# Microsoft Word
Microsoft Word és el nom amb què es coneix el processador de textos comercialitzat per la companyia Microsoft.

## Història
El microsoft Word va aparèixer per primer cop l'any 1983 amb el nom de Multi-tool Word, desenvolupat per Xenix systems. Versions posteriors incloïen el seu ús per plataformes de  (1983), Apple Macintosh (1984) i Microsoft Windows (1989). És un component del paquet Office i per això també es coneix amb el nom de Microsoft Office Word.

## Versions

### PerMS-DOS
- 1983 — Word 1
- 1985 — Word 2
- 1986 — Word 3
- 1987 — Word 4
- 1989 — Word 5
- 1991 — Word 5.1
- 1991 — Word 5.5
- 1993 — Word 6.0

### PerMacintosh
- 1985 — Word 1
- 1987 — Word 3
- 1989 — Word 4
- 1991 — Word 5
- 1993 — Word 6
- 1998 — Word 98
- 2000 — Word 2001
- 2001 — Word v.X
- 2004 — Word 2004
- 2008 — Word 2008

### PerMicrosoft Windows
- 1989 — Word for Windows 1.0
- 1990 March — Word per a Windows 1.1 i per a Windows 3.0
- 1990 June — Word per a Windows 1.1a i per a Windows 3.1
- 1991 — Word per a Windows 2.0
- 1993 — Word per a Windows 6.0
- 1995 — Word per a Windows 95 (versió 7.0)
- 1997 — Word 97 (versió 8.0)
- 1999 — Word 2000 (versió 9.0)
- 2001 — Word 2002 (versió 10)
- 2003 — Word 2003 (versió 11)
- 2007 — Word 2007 (versió 12)
- 2010 — Word 2010 (versió 14)
- 2013 — Word 2013 (versió 15)